# José Luis Praddaude
José Luis Praddaude (Adrogué, Buenos Aires) é um ex-árbitro de futebol argentino que fez parte do quadro da Confederação Sul-Americana de Futebol (CONMEBOL).

## Biografia
José Praddaude apitou a final da Copa Libertadores de 1960, a primeira edição do certame, disputada entre Olimpia e Peñarol, além da final da Copa Libertadores de 1961, disputada entre Palmeiras e Peñarol.  Foi o responsável também por apitar as finais das Copas Intercontinentais de 1960 e 1961, entre Peñarol e Real Madrid e entre Peñarol e Benfica, respectivamente.
Também comandou  partidas como árbitro representante do país platino na Copa América de 1959, sendo responsável por 3 partidas.

## Jogos
Abaixo, segue a lista de jogos apitados por Praddaude que possuem regist(r)o oficial:

### Por competição
| Competição                               | Participações | Jogos | Anos                                | Finais      |
| ---------------------------------------- | ------------- | ----- | ----------------------------------- | ----------- |
| Copa Libertadores da América             | 6             | 12    | 1960, 1961, 1962, 1963, 1965 e 1966 | 1960 e 1961 |
| Copa Intercontinental                    | 2             | 2     | 1960 e 1961                         | 1960 e 1961 |
| Campeonato Sul-Americano de Futebol[CAM] | 1             | 3     | 1959                                |             |
| Eliminatórias da Copa do Mundo FIFA      | 1             | 1     | 1962                                | ---         |
| Amistosos Internacionais                 | 2             | 2     | 1960, 1961                          | ---         |

Notas
- CAM. ^ Atual Copa América.

### Lista completa
| Nº | Competição                                  | Fase           | Mandante             | Placar | Visitante            | Local     | Data                |
| -- | ------------------------------------------- | -------------- | -------------------- | ------ | -------------------- | --------- | ------------------- |
| 1  | Campeonato Sul-Americano de Futebol de 1959 | Fase única     | Uruguai              | 4–0    | Equador              | Equador   | 6 de dezembro       |
| 2  | Campeonato Sul-Americano de Futebol de 1959 | Fase única     | Uruguai              | 1–1    | Paraguai             | Equador   | 12 de dezembro      |
| 3  | Campeonato Sul-Americano de Futebol de 1959 | Fase única     | Uruguai              | 3–0    | Brasil               | Equador   | 12 de dezembro      |
| 4  | Copa Libertadores da América de 1960        | Fase de Grupos | Jorge Wilstermann    | 1–1    | Peñarol              | Bolívia   | 30 de abril         |
| 5  | Copa Libertadores da América de 1960        | Semifinal      | Olimpia              | 5–1    | Millonarios          | Paraguai  | 5 de junho          |
| 6  | Copa Libertadores da América de 1960        | Final          | Olimpia              | 1–1    | Peñarol              | Paraguai  | 19 de junho         |
| 7  | Taça Intercontinental de 1960               | Final          | Peñarol              | 0–0    | Real Madrid          | Uruguai   | 6 de julho          |
| 8  | Amistoso Internacional - 1960               | ---            | Chile                | 0–4    | Espanha              | Chile     | 6 de julho          |
| 9  | Amistoso Internacional - 1961               | ---            | Chile                | 3–1    | Alemanha             | Chile     | 26 de março         |
| 10 | Eliminatórias da Copa do Mundo FIFA de 1962 | Fase única     | Colômbia             | 1–0    | Peru                 | Colômbia  | 30 de abril de 1961 |
| 11 | Copa Libertadores da América de 1961        | Semifinal      | Olimpia              | 1–2    | Peñarol              | Paraguai  | 27 de maio          |
| 12 | Copa Libertadores da América de 1961        | Final          | Peñarol              | 1–0    | Palmeiras            | Uruguai   | 4 de junho          |
| 13 | Copa Libertadores da América de 1961        | Final          | Palmeiras            | 1–1    | Peñarol              | Brasil    | 11 de junho         |
| 14 | Taça Intercontinental de 1961               | Final          | Peñarol              | 2–1    | Benfica              | Uruguai   | 19 de setembro      |
| 15 | Copa Libertadores da América de 1962        | Fase de Grupos | Universidad Católica | 3–0    | Emelec               | Paraguai  | 10 de fevereiro     |
| 16 | Copa Libertadores da América de 1962        | Fase de Grupos | Santos               | 9–1    | Cerro Porteño        | Brasil    | 28 de fevereiro     |
| 17 | Copa Libertadores da América de 1963        | Fase de Grupos | Alianza Lima         | 0-1    | Botafogo             | Peru      | 30 de junho         |
| 18 | Copa Libertadores da América de 1965        | Semifinal      | Boca Juniors         | 1–0    | Independiente        | Argentina | 24 de março         |
| 19 | Copa Libertadores da América de 1965        | Semifinal      | Independiente        | 0-1    | Boca Juniors         | Argentina | 28 de março         |
| 20 | Copa Libertadores da América de 1966        | Semifinal      | Boca Juniors         | 0–2    | Independiente        | Argentina | 7 de abril          |
| 21 | Copa Libertadores da América de 1966        | Semifinal      | Peñarol              | 2-0    | Universidad Católica | Uruguai   | 19 de abril         |